# FC Gierle
FC Gierle is een Belgische voetbalclub uit Gierle. De club is aangesloten bij de KBVB met stamnummer 9373. De club werd opgericht in 2000 als opvolger van KVC Gierle (toenmalig stamnummer 2813) die op 1 juli 2001 is opgehouden te bestaan. De club draagt de kleuren van KVC Gierle, blauw en wit.
De club is vanaf de oprichting actief in de provinciale reeksen, tot 2010 speelde men in Vierde Provinciale.
In 2009-2010 werd de club kampioen in Vierde Provinciale D en promoveerde naar Derde Provinciale, daar speelde de club tot 2020, toen men degradeerde naar Vierde Provinciale.
In 2013 en 2015 was men telkens derde geworden in Derde Provinciale.